# Charles Victor
Charles Victor (10 de fevereiro de 1896 – 23 de dezembro de 1965) foi um ator britânico que atuou em uma série de filmes e televisão entre 1938 e 1965.

## Morte
Victor morreu de uma doença em 23 de dezembro de 1965, aos 69 anos.

## Filmografia selecionada
- Return of the Frog (1938)
- Hell's Cargo (1939)
- Contraband (1940)
- Laugh It Off (1940)
- Where's That Fire? (1940)
- Dr. O'Dowd (1940)
- Old Mother Riley in Society (1940)
- East of Piccadilly (1941)
- Atlantic Ferry (1941)
- The Missing Million (1942)
- The Ringer (1952)
- Appointment in London (1952)
- Street Corner (1953)
- Meet Mr. Lucifer (1953)
- The Love Lottery (1954)
- Fast and Loose (1954)
- The Rainbow Jacket (1954)
- The Embezzler (1954)
- For Better, for Worse (1954)
- Value for Money (1955)
- An Alligator Named Daisy (1955)
- The Extra Day (1956)
- Tiger in the Smoke (1956)
- There's Always a Thursday (1957)
- The Prince and the Showgirl (1957)